# Ribes (Ardèche)

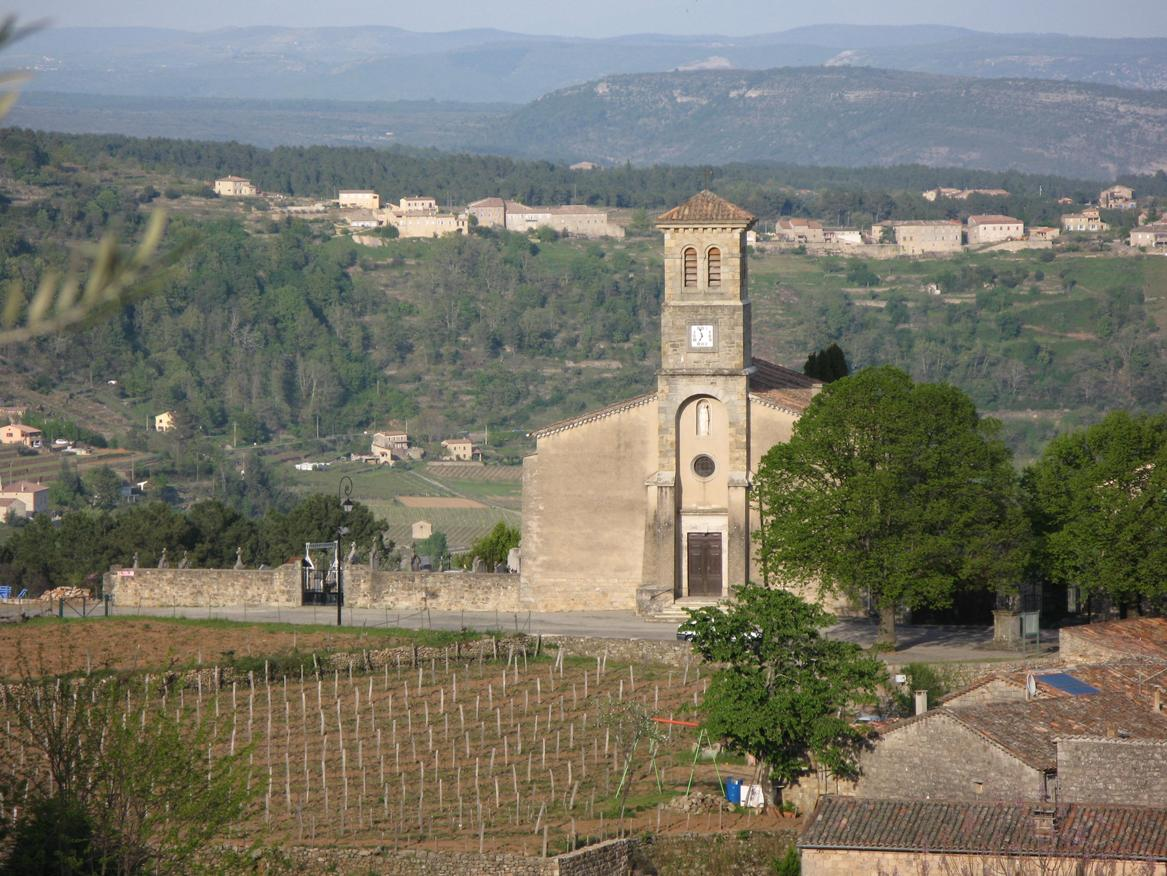
Kościół Wniebowzięcia Matki Bożej (2008)

Ribes – miejscowość i gmina we Francji, w regionie Owernia-Rodan-Alpy, w departamencie Ardèche.
Według danych na rok 1990 gminę zamieszkiwało 309 osób, a gęstość zaludnienia wynosiła 43 osoby/km² (wśród 2880 gmin regionu Rodan-Alpy Ribes plasuje się na 1320. miejscu pod względem liczby ludności, natomiast pod względem powierzchni na miejscu 1343.).